# Gustave Reese
Gustave Reese (New York, 29 november 1899 - Berkeley (Californië), 7 september 1977) was een Amerikaanse musicoloog en muziekdocent.

## Levensloop
Reese staat bekend voor zijn werk over Middeleeuwse- en Renaissance muziek, in het bijzonder door twee publicaties, met name "Music in the Middle Ages" (1940) en "Music in the Renaissance" (1954); beide boeken blijven het standaardwerk in beide domeinen, met volledige en nauwkeurige bibliografische gegevens, waardoor het mogelijk wordt bijna elk muziekstuk tot zijn originele bron terug te traceren.
Hij was een stichtend lid van de Amerikaanse musicologische vereniging "American Musicological Society" (AMS) in 1934 en voorzitter van die organisatie van 1950 tot 1952.
Reese was getrouwd met de "Fine Arts administrator" en kookboekschrijver en -uitgever Carol Truax.

## Publicaties
- Music in the Middle Ages: With an introduction on the music of ancient times. New York, W.W. Norton & Co., Inc., 1940. ISBN 0-393-09750-1
- Music in the Renaissance. New York, W.W. Norton & Co., Inc., 1954. ISBN 0-393-09530-4
- Essays in musicology in honor of Dragan Plamenac on his 70th birthday. Pittsburgh, University of Pittsburgh Press, c1969. ISBN 0-8229-1098-5
- Fourscore Classics of Music Literature. New York, Da Capo Press, 1970. ISBN 0-306-71620-8
- A compendium of musical practice. New York, Dover Publications, 1973. ISBN 0-486-20912-1
- Aspects of Medieval and Renaissance Music. New York, Pendragon Press, 1978 (c1966). ISBN 0-918728-07-X
- The New Grove High Renaissance Masters: Josquin, Palestrina, Lassus, Byrd, Victoria. London, Macmillan, 1984. ISBN 0-333-38237-4; New York, W.W. Norton & Co., Inc., 1984. ISBN 0-393-01689-7